# Can I have my money back?
Can I have my money back? is het eerste soloalbum van Gerry Rafferty. Rafferty had net The Humblebums verlaten voor een solocarrière toen hij met deze plaat op de proppen kwam. Het opbreken van The Humblebums (met Billy Connolly) werd als een nederlaag gezien. Het album verscheen op het armlastige platenlabel Transatlantic Records: er was bijna nooit genoeg geld voor opname dan wel promotie, maar de stal bestond wel uit redelijk goede artiesten. Zo ook met dit album: critici schreven positief over de lp, maar verkopen deed hij niet. Op het album doet ook Joe Egan zijn intrede. Zij zouden vlak daarna Stealers Wheel beginnen samen met Rab Noakes, die al snel zou afhaken.
De eerste cd-persing kwam uit in 1988 bij Line Records. Geen gelukkig keuze: ook dat platenlabel ging failliet.
De hoes is van Patrick (werknaam van John Byrne), die regelmatig platenhoezen ontwierp voor Rafferty solo en Stealers Wheel. 

## Musici
- Gerry Rafferty - zang, toetsinstrumenten
- Joe Egan - achtergrondzang
- Rab Noakes - zang
- Roger Brown - elektrische gitaar, zang
- Zed Jenkins - elektrische gitaar
- Rod King - steelgitaar
- Hugh Murphy - tamboerijn, zang
- Alan Parker - gitaar
- Tom Parker – harmonium, klavecimbel
- Henry Spinetti – slagwerk
- Andrew Steele – drums (later ook Stealers Wheel)
- Johnny van Derrick - viool
- Tom Lasker - piano
- Gary Taylor - basgitaar, zang (later ook Stealers Wheel)

## Muziek
Alle nummers door Rafferty behalve waar aangegeven:

| Nr. | Titel                                    | Duur |
| --- | ---------------------------------------- | ---- |
| 1.  | New Street Blues                         | 2:59 |
| 2.  | Didn't I?                                | 3:42 |
| 3.  | Mr. Universe                             | 2:30 |
| 4.  | Mary Skeffington                         | 2:31 |
| 5.  | Long way round                           | 4:31 |
| 6.  | Can I have my money back?                | 1:51 |
| 7.  | Sign on the dotted line (Rafferty, Egan) | 2:34 |
| 8.  | Make you, break you                      | 3:35 |
| 9.  | To each and everyone                     | 2:46 |
| 10. | One drink down (Rafferty, Byrne)         | 2:30 |
| 11. | Don't count me out                       | 3:45 |
| 12. | Half a chance                            | 4:26 |
| 13. | Where I belong                           | 2:03 |

Uit deze lp werd de single Can I have my money back? en als B-kant So bad thinking getrokken. Er bestaan ook singles met Mr. Universe als A-zijde en Can I have my money back op de flip (Transatlantic M.25.565, Duitsland 1974). Ook Mary Skeffington werd op single gezet.